# پانکناول
پانکناول (به انگلیسی: Puncknowle) یک روستا و محله مدنی در بریتانیا است که در West Dorset واقع شده‌است. پانکناول ۴۶۶ نفر جمعیت دارد.